# Tmesisternus froggatti
Tmesisternus froggatti è una specie di coleottero del genere Tmesisternus, famiglia Cerambycidae. Fu descritta scientificamente da MacLeay nel 1886 e abita frequentemente le foreste tropicali della Papua Nuova Guinea. È una specie che raggiunge dimensioni tra i 16 e i 18 mm.